# Sceloporus pyrocephalus
Espèce
Statut de conservation UICN

 LC  : Préoccupation mineure
Sceloporus pyrocephalus est une espèce de sauriens de la famille des Phrynosomatidae.

## Répartition
Cette espèce est endémique du Mexique. Elle se rencontre dans les États du Michoacán, du Guerrero, du Jalisco et du Colima.

## Publication originale
- Cope, 1864 : Contributions to the herpetology of tropical America. Proceedings of the Academy of Natural Sciences of Philadelphia, vol. 16, p. 166-181 (texte intégral).